# Коньшчина
Коньшчина (хорв. Konjšćina) — община с центром в одноимённом посёлке на севере Хорватии, в Крапинско-Загорской жупании. Население 1019 человека в самом посёлке и 3790 человек во всей общине (2011). Подавляющее большинство населения — хорваты (99,13 %). В состав общины кроме административного центра входят ещё 15 деревень.
Посёлок находится в долине реки Крапины, в Хорватском Загорье, к северу и югу от посёлка проходят холмистые гряды. Ближайший город Златар расположен в 10 км к северо-западу. Через Коньшчину проходит автодорога D24 Забок — Нови-Мароф и несколько местных дорог. В посёлке есть железнодорожная станция на линии Вараждин — Забок — Загреб.